# Life Is Peachy
Life is Peachy is het tweede album van de nu metal-band Korn. Het album werd in 1996 uitgebracht. Het album werd, net zoals het voorgaande album, dubbel platina.

## Tracklist
1. Twist - 0:49
2. Chi - 3:54
3. Lost - 2:55
4. Swallow - 3:38
5. Porno Creep - 2:01
6. Good God - 3:21
7. Mr.Rogers - 5:11
8. K@#Ø%! - 3:02
9. No place to hide - 3:32
10. Wicked - 4:01
11. A.D.I.D.A.S. - 2:32
12. Lowrider - 0:58
13. Ass itch - 3:40
14. Kill you - 4:58

Totale speelduur (zonder extra's) - 41:52